# Pastrogor Peak
Der Pastrogor Peak (englisch; bulgarisch връх Пъстрогор wrach Pastrogor) ist ein 1480 m hoher und teilweise unvereister Berg im westantarktischen Ellsworthland. Er ragt 4,17 km nördlich des Nell Peak, 7,22 km östlich des Mount Liavaag und 10,22 km südlich des Lanz Peak am nördlichen Ende der Sentinel Range im Ellsworthgebirge auf.
US-amerikanische Wissenschaftler kartierten ihn 1961. Die bulgarische Kommission für Antarktische Geographische Namen benannte ihn 2014 nach der Ortschaft Pastrogor im Süden Bulgariens.